# 雅濤閣

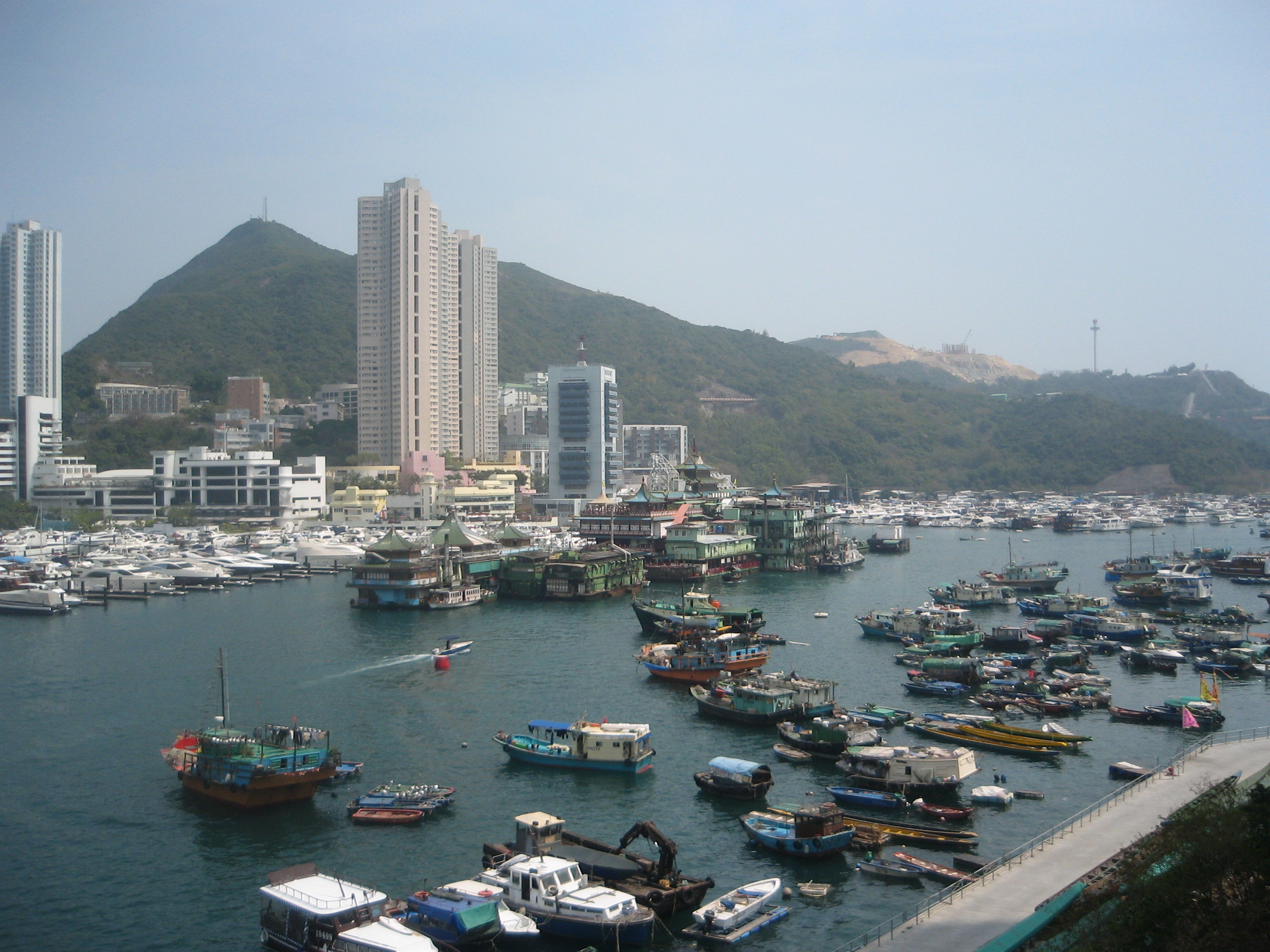
北靠南朗山，而南望布廠灣的雅濤閣

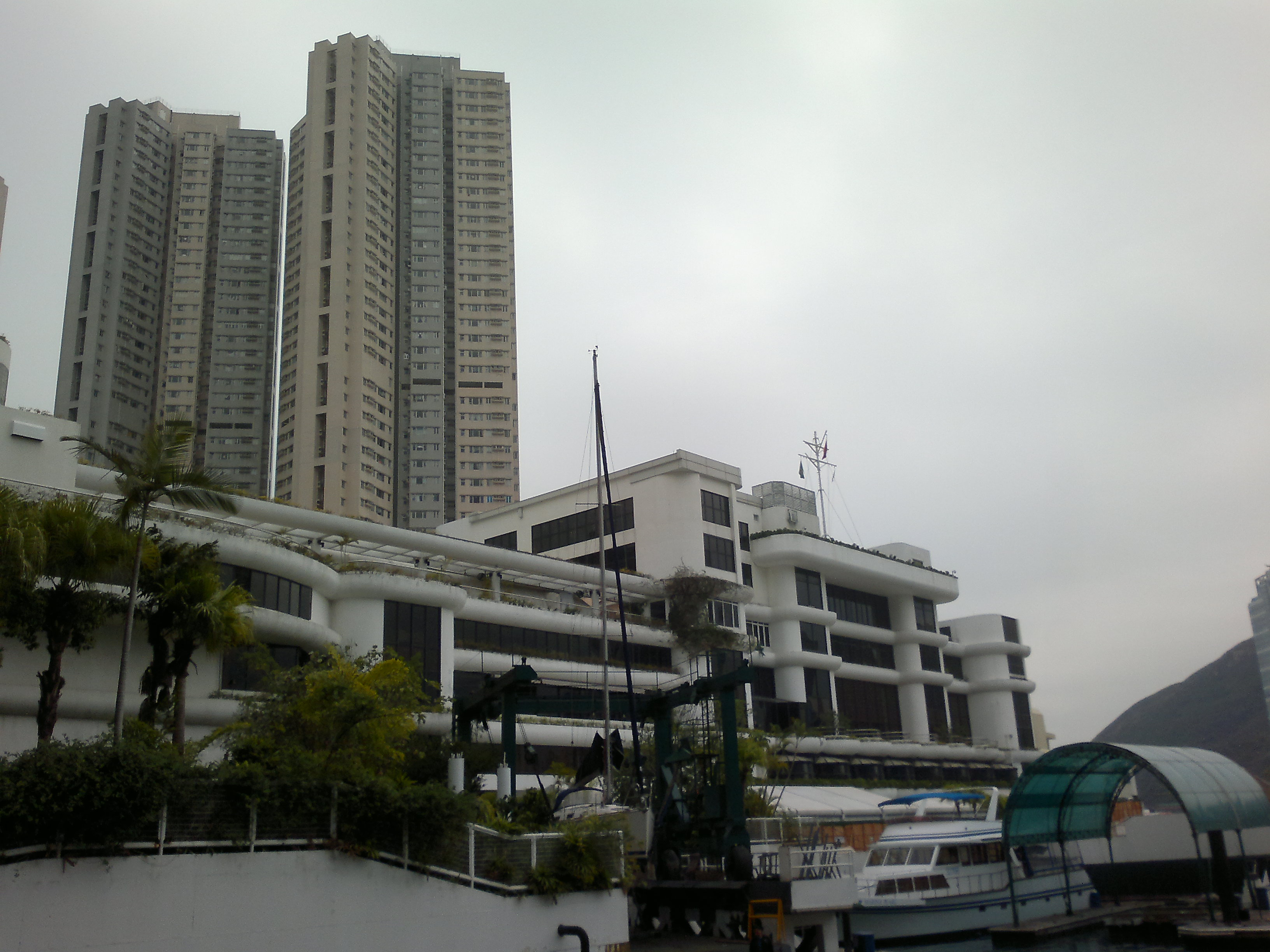
雅濤閣及其前方之深灣遊艇會

雅濤閣（英語：Broadview Court）是香港的一個私人機構參建居屋，位於香港島南區黄竹坑深灣道，鄰近深灣遊艇會、香港仔遊艇會、海洋公園、水上樂園、香港富麗敦海洋公園酒店及港島南岸，眺望深灣、布廠灣（即香港仔避風塘）、東博寮海峽、南朗山及壽臣山等景致。項目由中遠國際控股屬下的盛名發展有限公司發展，及由香港房屋委員會負責監管整個發展過程及推售，巴馬丹拿建築及工程師設計，順成建築工程承建。

## 簡介
整個屋苑由四幢（兩幢38層及兩幢39層，另設有隔火層）住宅大廈組成，是居屋計劃第22期乙的屋苑，座落於深灣公共運輸交匯處、多層停車場及商舖平台上，合共1,540個住宅單位。單位分兩房兩廳及三房兩廳兩種，建築面積：505－707平方呎（實用面積：422－591平方呎），視乎座向，單位可享南朗山、壽臣山、深灣、布廠灣、東博寮海峽等山海景致。
雅濤閣於某年曾獲得由南區區議會規劃、工程及房屋事務委員會主辦的「2004/2005年南區優質樓宇管理比賽」冠軍。屋苑附近有多間學校，包括：新會商會陳白沙紀念中學，滬江維多利亞學校，香港加拿大國際學校，新加坡國際學校，新會商會陳白沙紀念中學，瑪利灣學校等等。
雅濤閣坐擁南區獨特的天然山海景觀，部份單位更擁全海景，加上港鐵南港島綫落成啟用，成為香港島以至全港綠表市場售價高的屋苑之一。2018年5月，此屋苑的一個高層單位，實用面積422平方呎，未補地價成交價551.5萬港元，實用呎價13069港元，創全港居屋未補地價呎價新高。

## 屋苑資料
屋苑業主立案法團於2008年成立。現時由置邦物業服務為屋苑提供物業管理服務。
| 樓宇名稱 | 樓宇類型                     | 落成年份  | 樓宇層數 | 每層伙數 | 每座單位數目（伙） | 建築師               | 承建商   | 提供升降機的廠商 | 出售期數 |
| -------- | ---------------------------- | --------- | -------- | -------- | ------------------ | -------------------- | -------- | ---------------- | -------- |
| 第1座    | 私人機構參建居屋計劃 （Y型） | 2001年7月 | 38       | 10       | 380                | 巴馬丹拿建築及工程師 | 順成建築 | LG               | 第22期乙 |
| 第2座    | 私人機構參建居屋計劃 （Y型） | 2001年7月 | 38       | 10       | 380                | 巴馬丹拿建築及工程師 | 順成建築 | LG               | 第22期乙 |
| 第3座    | 私人機構參建居屋計劃 （Y型） | 2001年7月 | 39       | 10       | 390                | 巴馬丹拿建築及工程師 | 順成建築 | LG               | 第22期乙 |
| 第4座    | 私人機構參建居屋計劃 （Y型） | 2001年7月 | 39       | 10       | 390                | 巴馬丹拿建築及工程師 | 順成建築 | LG               | 第22期乙 |

## 鄰近設施
- 深灣遊艇會
- 包玉剛游泳中心
- 深灣水警基地

## 鄰近地標
- 深灣遊艇會
- 南濤閣
- 海洋公園
- 港島南岸 The Southside商場
- 珍寶海鮮舫
- 深灣9號
- 南灣
- 南區‧左岸
- 深灣軒

## 交通
深灣公共運輸交匯處設置於本屋苑的地下，於2002年1月25日啟用。站內設有市區的士站、三條專營巴士車坑、一條專綫小巴車坑、站長亭、員工休息室及公共洗手間。然而啟用初期只有城巴97A線、專綫小巴29、59及59A線全日使用，而城巴48、71P、72A線及新巴78線只於平日繁忙時間使用，因此本屋苑的居民在其餘時間需要依賴城巴97A線到黃竹坑邨轉乘其他路線。不過，97A線隨後被居民投訴脫班問題嚴重，轉乘其他路線亦需要等候較長的時間，城巴最終於同年7月29日把72A線全日延長至該公共運輸交匯處。自從黃竹坑邨關閉後，75線和48線亦先後於2007年及2009年全日延長至該公共運輸交匯處，本屋苑的交通問題從此有所改善。